# Docenterna
Docenterna är ett svenskt rockband från Sollentuna bildat 1977, mest kända för sin låt Solglasögon.

## Bandet
Docenterna var ursprungligen ett punkband som bildades 1977 i Sollentuna utanför Stockholm under namnet Aktiespararnas årsmöte som bestod av Johan "Joppe" Pihlgren på sång och gitarr, Peé Bergsten på gitarr och sång, Lars "Larry" Lövgren på bas och sång, och Joppes lillebror Christian "Kricke" Pihlgren på trummor. Tillsammans med Mats Olofsson bildade de gruppen Docent Död och Peé Bergsten byttes ut mot Mats "Zebo" Hillborg. Bandet debuterade 1979 med singeln Sven Jerrings röst som de producerade på egen bekostnad. Året därpå gav de ut singeln Krig och kärlek och fick ganska snart skivkontrakt med Sonet. Vid samma tid lämnade Mats Olofsson gruppen. Året därpå utgavs LP:n Tusen heta kyssar. Året senare, 1982, bytte bandet skivbolag från Sonet till Mistlur Records. I och med nästa LP, Ge henne allt (1983), ersattes Hillborg av Mats Möller (orgel, sång). Nästa album blev Tid och lust (1984), och i och med det bytte man namn till Docenterna, som också blev namnet på det därpå följande albumet (1986). Möller hade då ersatts av malmökamraten Clas Rosenberg (sång, gitarr). År 1987 fick Docenterna ny uppsättning, då Rosenberg ersattes av Bie Karlsson. År 1989 utgavs Söderns ros som blev deras sista skiva hos Mistlur. På skivan medverkar systrarna Idde och Irma Schultz. Idde skulle under 1990-talet komma allt närmare bandet och blir så småningom ordinarie medlem. År 1991 gick gruppen över till EMI och året därpå kom På lyckliga gatan, ett album som 1993 belönades med en grammis i kategorin "Bästa popgrupp". Relationerna till skivbolaget blev ansträngda på grund av EMI:s kontakter med det högerextrema "vikingarockbandet" Ultima Thule. Docenterna valde att 1994 bryta med skivbolaget och gick över till MCA där man utgav skivan Honung (1995). År 1998 uppträdde man på Hultsfredsfestivalen.
Efter en paus i skivutgivningen gjorde Docenterna comeback 2002 med albumet Sverige varken ser eller hör. I juni 2006 släppte gruppen singeln Dags att bli hög.  En ny samlingsskiva utgavs januari 2007 med titeln Jag tar mitt liv med popmusik. År 2010 tillkännagav gruppen att de skulle släppa tre stycken samlingar av låtar i EP-format under året, den första med namnet "Vanligt folk", släpptes i maj 2010. Dessa tre EP-skivor samlades sedan i albumformat under namnet Medan vi spelar pop. 

### Medlemmar
- Joppe Pihlgren (sång, gitarr)
- Larry Lövgren (elbas, sång)
- Kricke Pihlgren (trummor, sång)
- Idde Schultz (sång, gitarr)
- Jon Jefferson Klingberg (gitarr, sång)
- Mikael Käll (gitarr)

## Diskografi

### Album
- 1980 - Docent Död (Medium Play (MP))
- 1980 - Docent Död
- 1981 - Tusen heta kyssar
- 1983 - Ge henne allt
- 1984 - Tid och lust
- 1986 - Docenterna
- 1989 - Söderns ros
- 1990 - Låt tiden gå  (Samling)
- 1992 - På lyckliga gatan
- 1995 - Honung
- 1995 - Flashback #13 Docent Död  (Samling)
- 2002 - Sverige varken ser eller hör
- 2007 - Jag tar mitt liv med popmusik  (Samling)
- 2010 - Vanligt folk (EP)
- 2011 - Medan Vi Spelar Pop
- 2018 - Kritstrecksränder och missiler

### Singlar
- 1979 - Sven Jerrings röst/Klockan ett
- 1980 - Krig och kärlek/Hur kan det komma sig
- 1980 - Krig och kärlek/Standardiserad värld
- 1980 - Solglasögon/Chick-e-chack
- 1981 - Hon dansar bara med nyktra killar/Boppe
- 1982 - Låt tiden gå/Monte Carlo
- 1982 - Magi, magi, magi/Fröken ur
- 1984 - Sjunde himlen/Much to much
- 1986 - Bulldozer/Bulldozer
- 1987 - Kvinnor (vit flexi och röd flexi)
- 1989 - Puss/Min värld
- 1989 - Kvinnor/Fattigsverige
- 1992 - Soliga sidan av stan/Det kan inte vara sant
- 1992 - Utan dig/Lågkonjunktur
- 1993 - Peppar och salt (mixar)
- 1995 - I hennes ögon/Tågen har stannat
- 1995 - Honung/Bensin i blodet
- 1996 - Docent Död: Hur kan det komma sig?/Mops: Dina svarta ögon
- 2001 - Här kommer solen igen/Sån är du
- 2002 - En underbar värld/Sabba lite (promo)
- 2002 - Sverige varken ser eller hör (promo)
- 2002 - Du är värd mig
- 2006 - Dags att bli hög

### Fotnoter
1. ↑  Per Bjurman, Frida Lindqvist (13 juni 1998). ”Docenterna på topphumör” (på svenska). Aftonbladet. http://wwwc.aftonbladet.se/noje/9806/13/docenterna.html. Läst 1 november 2017.